# Auguste Victor Pluyette
Auguste Victor Pluyette, né le 12 mars 1820 à Paris et mort le 18 novembre 1870 à Angers, est un peintre français.

## Biographie
Auguste Victor Pluyette est le fils de Victor Isidore Pluyette, secrétaire de la Compagnie des commissaires priseurs de Paris, et d'Adélaïde Félicité Gautier.
Élève de Léon Cogniet, il expose au Salon de 1844 à 1870.
En 1851, il obtient une médaille de deuxième classe.
Engagé militaire dans la guerre franco-allemande de 1870, il est soldat au 25e régiment de marche. Gravement blessé, il est dirigé vers l'hospice des sœurs de Saint-Charles d'Angers le 9 novembre 1870. Il y meurt quelques jours plus tard à l'âge de 50 ans.
La vente publique des tableaux de son atelier a lieu le 13 avril 1872 à l'hôtel Drouot.

## Œuvres exposées aux Salons parisiens
- Portrait de M. C. P., au Salon de 1844
- Portrait de M. P., au Salon de 1845
- Portrait de M. D. de V., au Salon de 1846
- Ugolin et ses enfants, au Salon de 1847
- Portrait de Mme D., au Salon de 1848
- Portrait de Mme M., au Salon de 1848
- Le Coche et la mouche, au Salon de 1849
- Portrait de Mme D. de V., au Salon de 1849
- Épisode du combat du Lutrin, au Salon de 1850
- Portrait de Mme de Saint-R., au Salon de 1850
- Les Bohémiens chassés d'Ecosse, au Salon de 1852
- Duguesclin et son précepteur, au Salon de 1853
- La Vieille et les deux Servantes, au Salon de 1855
- Le Moine frère Jean, des Entommeures, chassant à coups de bâton de la croix, les ennemis qui sont entrés dans le clos du couvent pour ravager les vignes / (Rabelais, Gargantua, liv. 4, chap. 27), au Salon de 1857
- Le Martyre de saint Etienne, au Salon de 1861
- Don Quichotte délivrant le jeune garçon maltraité par un paysan, au Salon de 1863
- La Fortune et le jeune enfant (Fables de La fontaine), au Salon de 1863
- Portrait de Mme J. L., au Salon de 1863
- Moulin des clos à Bonnelles (Seine-et-Oise), au Salon de 1864
- Portrait de M. L., au Salon de 1864
- La Sainte-Famille ; repos en Egypte, au Salon de 1867
- L. M. l'Empereur et l'Impératrice et S. A. le Prince Impérial visitant une salle d'asile à Fontainebleau, au Salon de 1867
- Portrait de M. l'abbé A., au Salon de 1868
- Portrait de M. T., au Salon de 1868
- Don Quichotte rencontrant les trois paysannes, au Salon de 1870

## Galerie

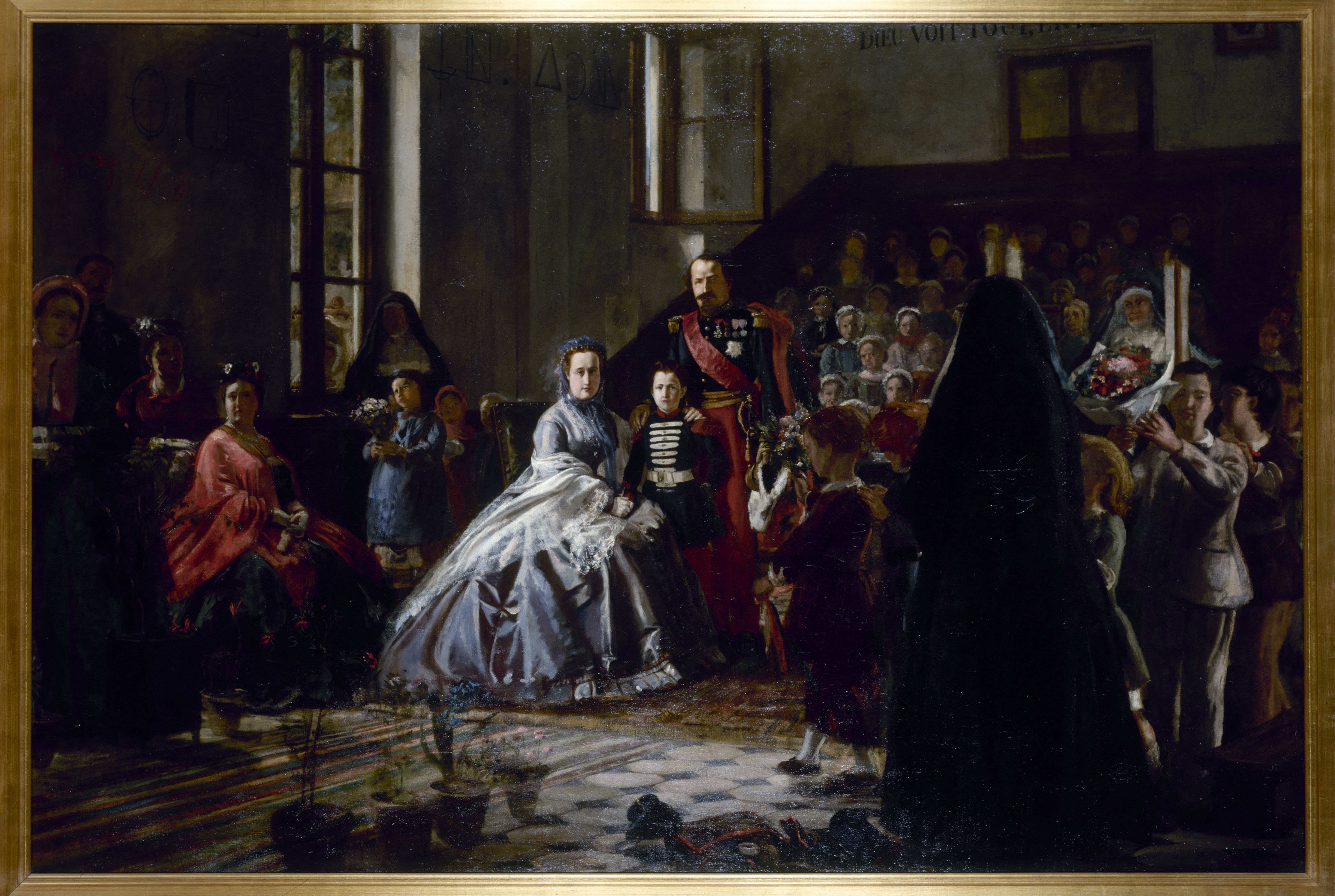
Napoléon III et la famille impériale visitent un orphelinat à Fontainebleau.jpg, 1867.